# Félix Arvers

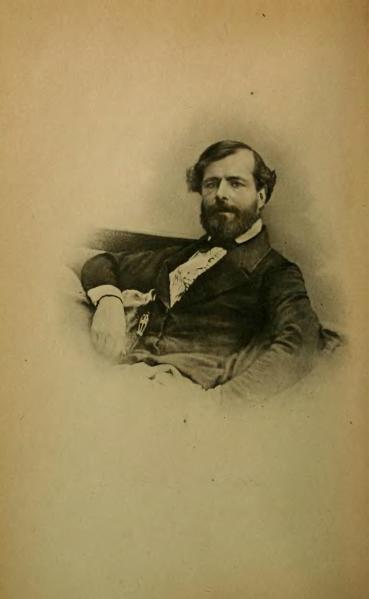
Félix Arvers

Félix Arvers (* 23. Juli 1806 in Paris; † 7. November 1850 ebenda) war ein französischer Schriftsteller.

## Leben
Félix Arvers trat im Alter von 25 Jahren aus seinem Juristenberuf aus und publizierte den Gedichtband Mes heures perdues (Meine Freizeit), dessen Sonett Mon âme a son secret (auch bekannt als Sonnet d'Arvers, von Georges Bizet vertont und von Paul Distelbarth ins Deutsche übersetzt) nach wie vor zum festen Bestand der französischen Anthologien gehört. Er war Mitglied des literarischen Salons von Charles Nodier in der Bibliothek des Arsenals. 15 Jahre lang war er vor allem mit 17 Theaterstücken und Vaudevilles erfolgreich, die heute vergessen sind. Er starb im Alter von 44 Jahren an Neurolues.

## Werke (Auswahl)
- Mes heures perdues. Poésies. Fournier, Paris 1833. Slatkine, Genf 1978.
  - Avec une introduction de Théodore de Banville. A. Cinqualbre, Paris 1878.